# Gilbert Joseph Adam
Gilbert Joseph Adam (Fontainebleau, 1795 – Parigi, 1881) è stato un mineralogista francese.
Come il contemporaneo Alexis Damour, non era né un mineralogista né uno scienziato di professione. Importante consigliere presso la corte dei Conti fu per il suo spirito curioso che cominciò a raccogliere una collezione di minerali che divenne un riferimento per numerosi cotipi di minerali.

## Galleria d'immagini

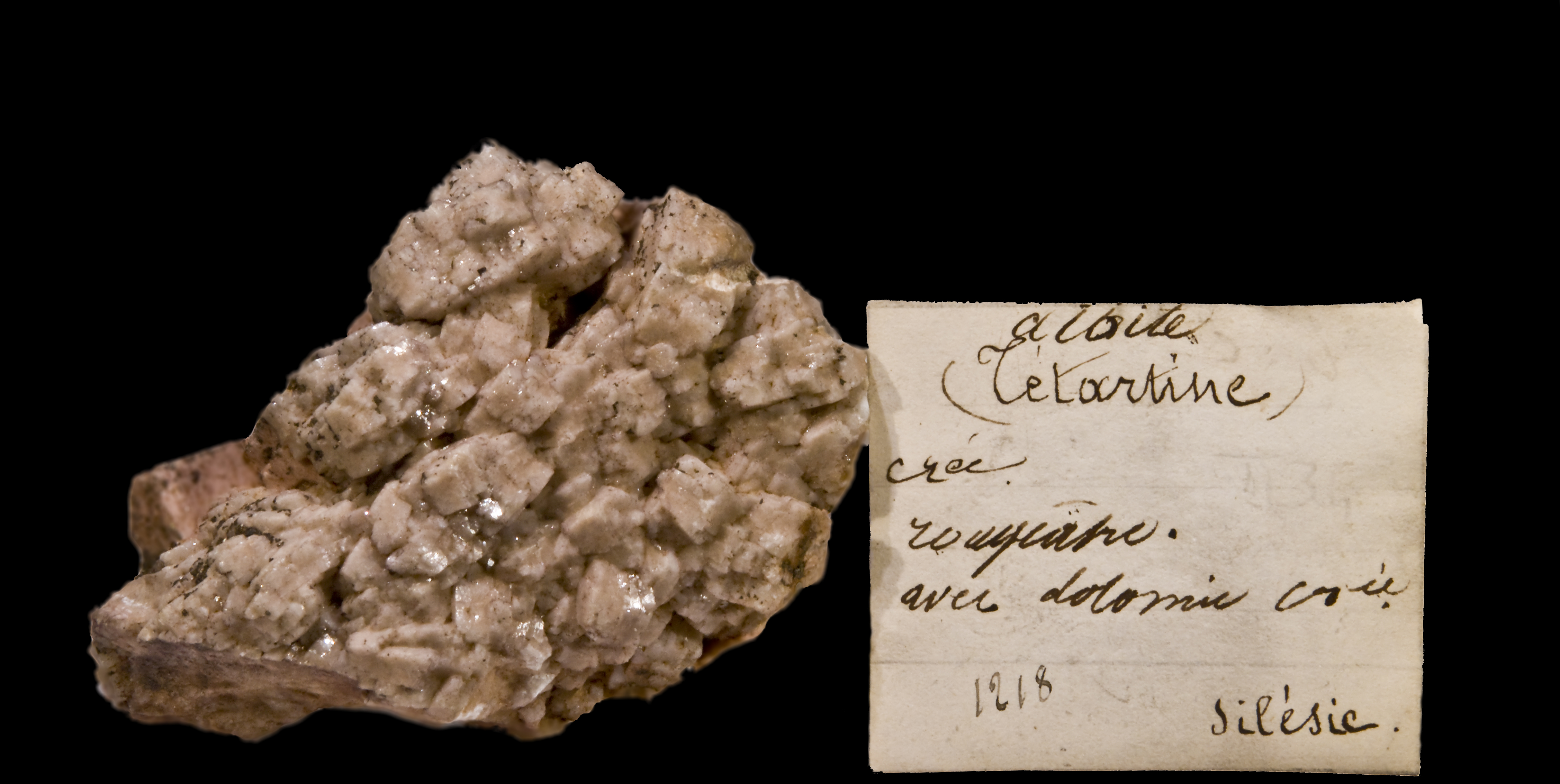
Albite - Bassa Slesia (Dolnośląskie), Pologne Autografo di Gilbert Joseph Adam - (6,2 × 4,2 cm)
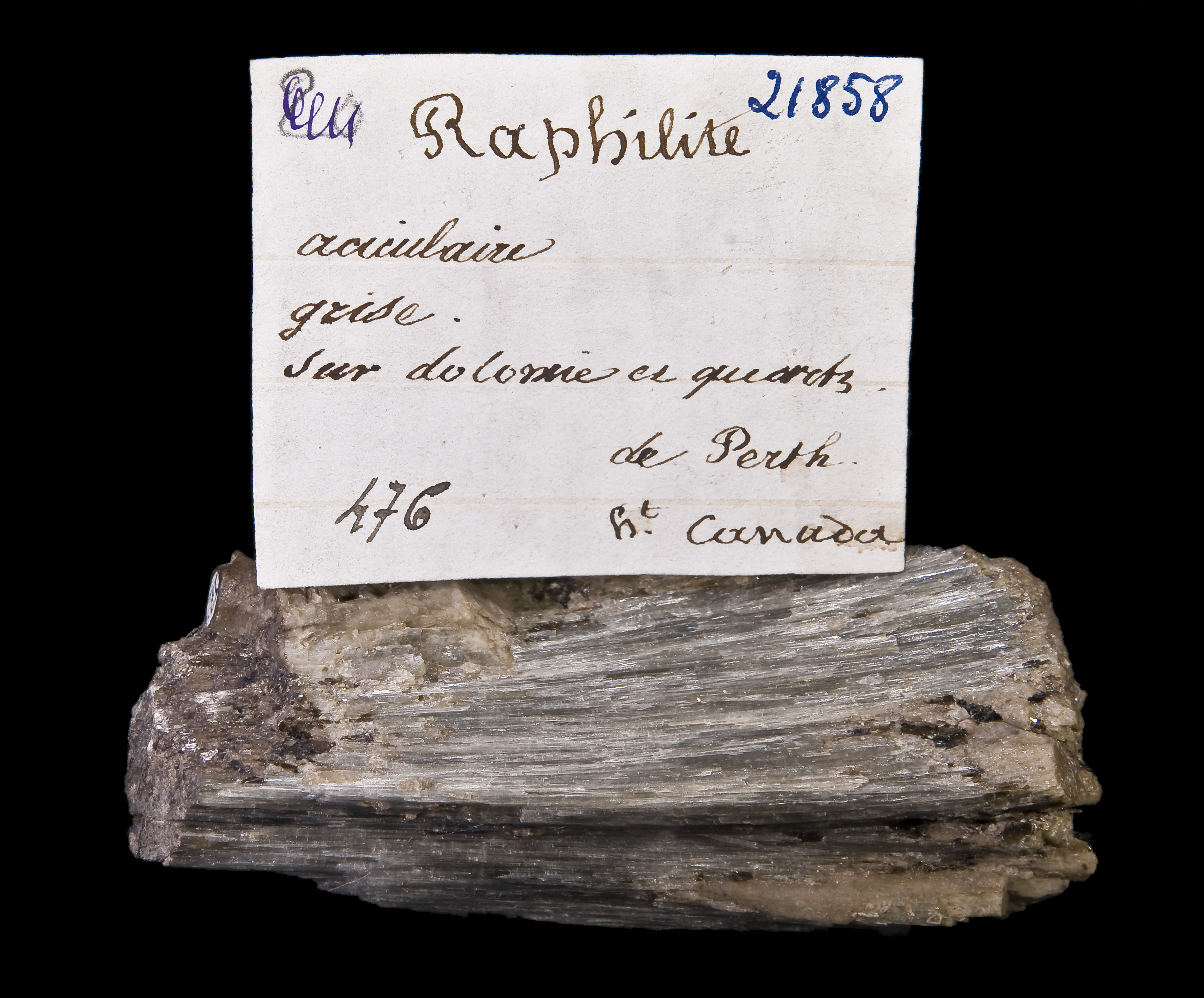
Trémolite (sinonimo di Raphilite) - Perth Ontario Canada - 6 × 3 cm Cartellino autografo di Gilbert Joseph Adam

## Descrizione di specie di minerali
1859
- Bordite (sinonimo dell'okenite).

1866
- Chenevixite.

1869
- Aerugite.
- Aithalite (sinonimo di asbolano).
- Arsenstibiconite-arsenstibite (varietà ricca di arsenico della stibiconite, declassata a sinonimo di quest'ultima).
- Arite o aarite (a lungo considerata una varietà di Nickelina, è stata recentemente declassata al rango di sinonimo).
- Bernonite (sinonimo dell'Evansite).
- Calciovolbortite CaCuVO4OH) (specie non riconosciuta dall'IMA).
- Carbonyttrine (sinonimo di tengerite).
- Corderoiete PbFe3(SO4)(PO4)(OH)6 (questa specie non è riconosciuta dall'IMA).
- Corkite.
- Cuprotungstite.
- Cuprovanadite varietà riconosciuta della vanadinite.
- Dernbachite (sinonimo della corkite).
- Ethiopsite Hg2S, (specie non riconosciuta dall'IMA).
- Eytlandite (specie declassata a sinonimo della samarskite-(Y)).
- Gregorite (specie declassata a sinonimo della bismutite).
- Guadalcazarite-guadalcazite varietà di metacinabro.
- Kohlerite (un tempo identificata come "Onofrite secondo Kohler", questa specie non è riconosciuta dall'IMA).
- Natrikalite (specie declassata a miscela di halite e sylvite).
- Natrophite Na2HPO4 (specie non riconosciuta dall'IMA).
- Pirychrolite (specie declassata a sinonimo di pyrostilpnite).
- Plumbiodite (specie declassata a sinonimo di schwartzembergite).
- Plumbocuprite (specie declassata a miscela di chalcocite e galena).
- Pyritolamprite (specie declassata a miscela di arsenopirite e dyscrasite.
- Risseite (specie declassata a sinonimo di auricalcite.
- Rhodite (varietà d'oro nativo ricco di rodio).
- Scacchite.
- Schoarite (specie declassata a sinonimo di barite).
- Xanthiosite.
- Wackenrodite (varietà di Wad).
- Zimapanite (specie declassata).

## Riconoscimenti
Una specie di minerale, l'adamite, gli è stata dedicata da Charles Friedel nel 1866; Adam aveva fornito gli olotipi.